# Живи и давай жить другим
Живи и давай жить другим (англ. Live and let live; нем. Leben und leben lassen) — выражение, впервые появившееся в произведении Шиллера «Лагерь Валленштейна»: Sein Spruch war: leben und leben lassen — Его девизом было: жить и давать жить другим; в переводе Гинзбурга Сам не робей и других не тревожь. Получило широкое применение для обозначения неагрессивного противостояния, спонтанно возникшего во время Первой мировой войны, в частности, во время продолжительных периодов позиционной войны на западном фронте. Одним из самых известных примеров такого рода противостояния является рождественское перемирие 1914 года.
Этот процесс можно описать как добровольное воздержание от применения насилия во время войны. Оно может принимать форму нескрываемого перемирия или пактов, установленных солдатами локально. В других случаях оно принимает форму негласного отказа от использования оружия или выстрелов, производимых по определенному ритуалу или шаблону, что свидетельствует о мирных намерениях.
Подобное поведение обнаруживалось на низких уровнях воинской иерархии, там, где ответственными были младшие чины — рядовые и сержанты. Примеры можно найти как среди часовых, отказывающихся стрелять в обнаруженных солдат неприятеля, так и среди снайперов, пулемётных расчётов и даже артиллерийских батарей.
Тони Эшворт (англ. Tony Ashworth) в своей книге «Позиционная война 1914—1918: Система „живи и давай жить другим“» (Trench Warfare 1914—1918: The Live and Let Live System) исследовал эту тему, основываясь на дневниках, письмах и свидетельствах ветеранов войны. Он обнаружил, что система «живи и давай жить другим» была широко известна в то время и была обычной в определённые периоды и в определённых местах. Системе часто следовали в случае, если подразделение выходило из боя и отправлялось на спокойные участки.
Во время Первой мировой войны, 1914—1918, высшее командование, командиры дивизий, корпусов и армий, а также их персонал знали об этом не-агрессивном поведении своих войск, и в некоторых случаях анализировали статистику потерь для его выявления. В качестве контрмеры, патрулям часто отдавались приказы содействовать установлению «враждебных настроений» в войсках.

## Теория игр
Некоторые из теоретиков теории игр, например Роберт Аксельрод, описывали систему «живи и давай жить другим» как итерационный вариант дилеммы заключённого. Аксельрод связывал систему «живи и давай жить другим» с кооперативной стратегией «око за око».

## В русской литературе
В русской книжной традиции данное выражение — в несколько ином виде: „Живи и жить давай другим“, — закрепилось в связи и цитируется по первой строке посвящённой Л. А. Нарышкину оды поэта Г. Р. Державина, известной под заголовком «На рождение царицы Гремиславы» (1796).